# Chemische biologie

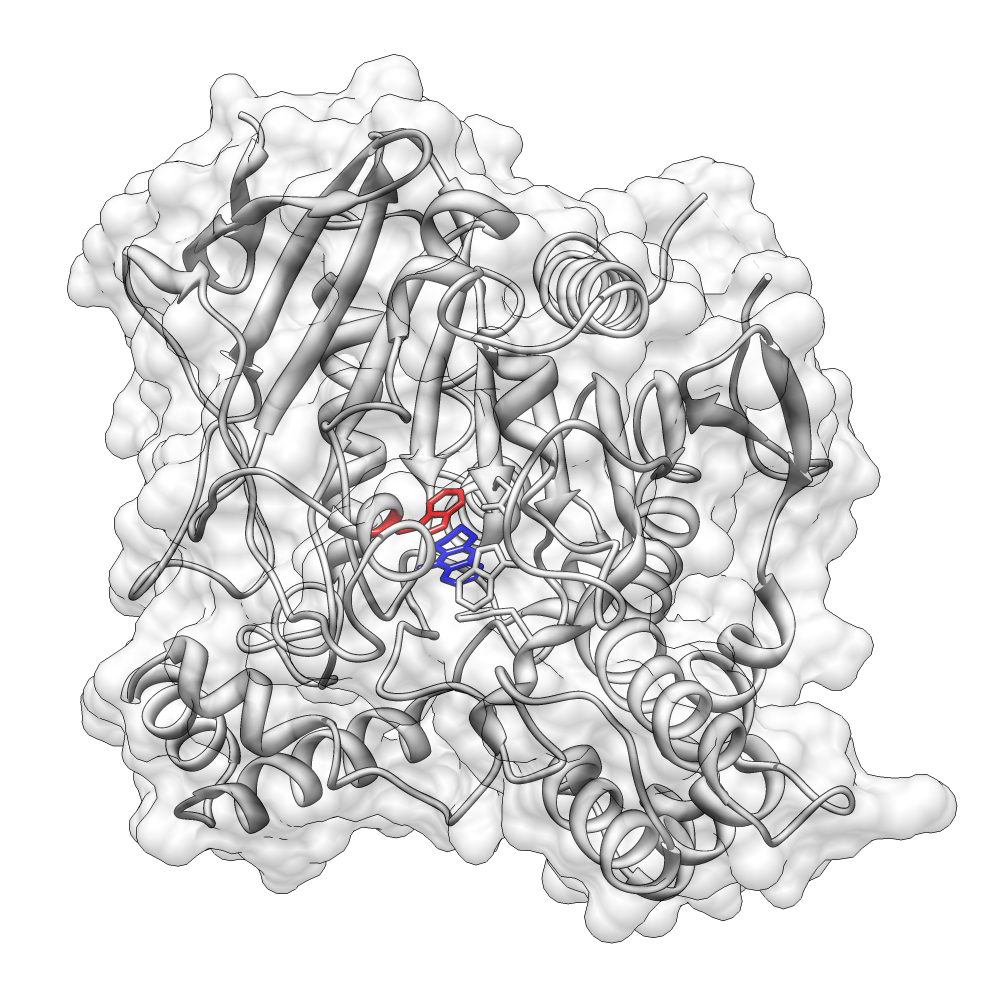
De chemische stof tacrine (blauw) bindt aan het aminozuur tryptofaan (rood) in het actieve centrum van het enzym acetylcholinesterase

Chemische biologie is een interdisciplinaire wetenschap die technische principes uit de scheikunde toepast op biologische systemen. Chemische biologen maken gebruik van chemische technieken, analyses en simulaties om vraagstukken uit de biologie beter te begrijpen op moleculair niveau. Het onderzoek is fundamenteel van karakter.
De chemische biologie bestudeert bijvoorbeeld hoe kleine moleculen (veelal geproduceerd door middel van synthetische chemie), biologische processen op een gewenste manier kunnen manipuleren. Onderzoek vindt veelal plaats in celvrije systemen of in vitro, geleid door technieken uit de high throughput omics-gebieden zoals genomica, proteomica en de eiwittechnologie. De chemische biologie als onderzoeksveld onderscheidt zich van de biochemie, de wetenschap van biomoleculen en metabole routes, doordat het zich specifiek richt op de toepassing van scheikundige tools op biologische systemen.
Enkele belangrijke onderzoeksgebieden in de chemische biologie zijn glycobiologie, peptidesynthese, posttranslationele modificaties, het ontwikkelen van nieuwe nuttige eiwitten (protein engineering) door middel van bijvoorbeeld directed evolution, en het ontdekken van nieuwe biomoleculen door metagenomica-screenings. Het Nobelprijswinnende klikchemie is een goed voorbeeld van een invloedrijke chemisch-biologische ontdekking. Er zijn verschillende wetenschappelijke tijdschriften aan het vakgebied gewijd, zoals Nature Chemical Biology.